# العلاقات الأرجنتينية الإسبانية
العلاقات الأرجنتينية الإسبانية هي العلاقات الثنائية التي تجمع بين الأرجنتين وإسبانيا.

## مقارنة بين البلدين
هذه مقارنة عامة ومرجعية للدولتين:
| وجه المقارنة                                              | الأرجنتين                                               | إسبانيا                                                                             |
| --------------------------------------------------------- | ------------------------------------------------------- | ----------------------------------------------------------------------------------- |
| المساحة (كم2)                                             | 2.78 مليون                                              | 505.99 ألف                                                                          |
| عدد السكان (نسمة)                                         | 44.27 مليون                                             | 46.73 مليون                                                                         |
| الكثافة السكانية (ن./كم²)                                 | 15.92                                                   | 92.35                                                                               |
| العاصمة                                                   | بوينس آيرس                                              | مدريد                                                                               |
| اللغة الرسمية                                             | اللغة الإسبانية                                         | اللغة الإسبانية، اللغة الغاليسية، لغة بشكنشية، اللغة الكتالونية، اللغة الأوكسيتانية |
| العملة                                                    | البيزو الأرجنتيني 1983 ‏، بيزو أرجنتيني، أسترال أرجنتيني | يورو، بيزيتا إسبانية                                                                |
| الناتج المحلي الإجمالي (بليون دولار)                      | 637.59 مليار                                            | 1.31 تريليون                                                                        |
| الناتج المحلي الإجمالي (تعادل القوة الشرائية) بليون دولار | 883.02 مليار                                            | 1.77 تريليون                                                                        |
| الناتج المحلي الإجمالي الاسمي للفرد دولار أمريكي          | 13.43 ألف                                               | 28.16 ألف                                                                           |
| الناتج المحلي الإجمالي للفرد دولار أمريكي                 |                                                         | 38.00 ألف                                                                           |
| مؤشر التنمية البشرية                                      | 0.827                                                   | 0.876                                                                               |
| رمز المكالمات الدولي                                      | +54                                                     | +34                                                                                 |
| رمز الإنترنت                                              | .ar                                                     | .es                                                                                 |
| المنطقة الزمنية                                           | 00                                                      | ت ع م+01:00، ت ع م+02:00                                                            |

## مدن متوأمة
في ما يلي قائمة باتفاقيات التوأمة بين مدن أرجنتينية وإسبانية:
- ترتبط بويرتو جواسيو مع شريش باتفاقية توأمة.
- ترتبط سانتياغو ديل استيرو مع طلبيرة باتفاقية توأمة.
- ترتبط لابلاتا مع سرقسطة باتفاقية توأمة.
- ترتبط سانتا في مع تطوان باتفاقية توأمة منذ 27 مايو 1999.[15][15][15][15]
- ترتبط باهيا بلانكا مع ريوس باتفاقية توأمة.
- ترتبط سان خوان مع نيرخا باتفاقية توأمة.
- ترتبط رافاييلا مع كاركابوي باتفاقية توأمة.
- ترتبط أزول، مقاطعة بوينس آيرس مع ألكالا دي إيناريس باتفاقية توأمة منذ 1 يونيو 2011.[16]
- ترتبط ريكونكيستا، سانتا في مع البسيط باتفاقية توأمة.
- ترتبط أرنيدو مع Andosilla [الإنجليزية]‏ باتفاقية توأمة.
- ترتبط روساريو مع برشلونة باتفاقية توأمة منذ 2011.[17][17][17][17]
- ترتبط قرطبة مع مدينة منورقة باتفاقية توأمة.
- ترتبط بوساداس، ميسيونيس مع البسيط باتفاقية توأمة.
- ترتبط مار دل بلاتا مع لا كورونيا باتفاقية توأمة.
- ترتبط بوينس آيرس مع برشلونة باتفاقية توأمة منذ 19 مايو 1994.
- ترتبط General San Martín, San Juan [الإنجليزية]‏ مع موتريل باتفاقية توأمة.
- ترتبط Yapeyú, Corrientes [الإنجليزية]‏ مع بايلين باتفاقية توأمة.

## منظمات دولية مشتركة
يشترك البلدان في عضوية مجموعة من المنظمات الدولية، منها:
| علم المنظمة | اسم المنظمة                               | تاريخ انضمام الأرجنتين | تاريخ انضمام إسبانيا |
| ----------- | ----------------------------------------- | ---------------------- | -------------------- |
|             | البنك الإفريقي للتنمية                    | ?                      | ?                    |
|             | المنظمة الهيدروغرافية الدولية             | ?                      | ?                    |
|             | بنك أمريكا الوسطى للتكامل الاقتصادي ‏      | ?                      | ?                    |
|             | منظمة الشرطة الجنائية الدولية             | ?                      | ?                    |
|             | الاتحاد البريدي العالمي                   | ?                      | ?                    |
|             | منظمة التجارة العالمية                    | ?                      | ?                    |
|             | الفريق المعني برصد الأرض                  | ?                      | ?                    |
|             | مجموعة الموردين النوويين                  | ?                      | ?                    |
|             | مؤسسة التنمية الدولية                     | 3 أغسطس 1962           | 18 أكتوبر 1960       |
|             | مؤسسة التمويل الدولية                     | 13 أكتوبر 1959         | 24 مارس 1960         |
|             | منظمة حظر الأسلحة الكيميائية              | ?                      | ?                    |
|             | الأمم المتحدة                             | 24 أكتوبر 1945         | 14 ديسمبر 1955       |
|             | الاتحاد الدولي للاتصالات                  | 1889                   | 1866                 |
|             | البنك الدولي للإنشاء والتعمير             | 20 سبتمبر 1956         | 15 سبتمبر 1958       |
|             | مجموعة أستراليا                           | 1993                   | 1985                 |
|             | المركز الدولي لتسوية المنازعات الاستشارية | 18 نوفمبر 1994         | 17 سبتمبر 1994       |
|             | وكالة ضمان الاستثمار متعدد الأطراف        | 11 فبراير 1992         | 29 أبريل 1988        |
|             | نظام تحكم تكنولوجيا القذائف               | 1993                   | 1990                 |
|             | يونسكو                                    | 15 سبتمبر 1948         | 30 يناير 1953        |

## أعلام
هذه قائمة لبعض الشخصيات التي تربطها علاقات بالبلدين:
- ألفريدو دي ستيفانو (لاعب كرة قدم أرجنتيني، 4 يوليو 1926[26][27][28] – 7 يوليو 2014[26][27][28])
- إيزيكيل بونسه (لاعب كرة قدم أرجنتيني، 29 مارس 1997[29] – )
- بابلو دياز (5 أغسطس 1971 – )
- جيوفاني سيميوني (لاعب كرة قدم أرجنتيني، 5 يوليو 1995[30] – )
- خافيير أورتيغا سميث (28 أغسطس 1968 – )
- سرخيو إسكوديرو (لاعب كرة قدم ياباني، 1 سبتمبر 1988 – )
- ماريانو بومباردا (لاعب كرة قدم إسباني، 10 سبتمبر 1972[31] – )

## معرض صور

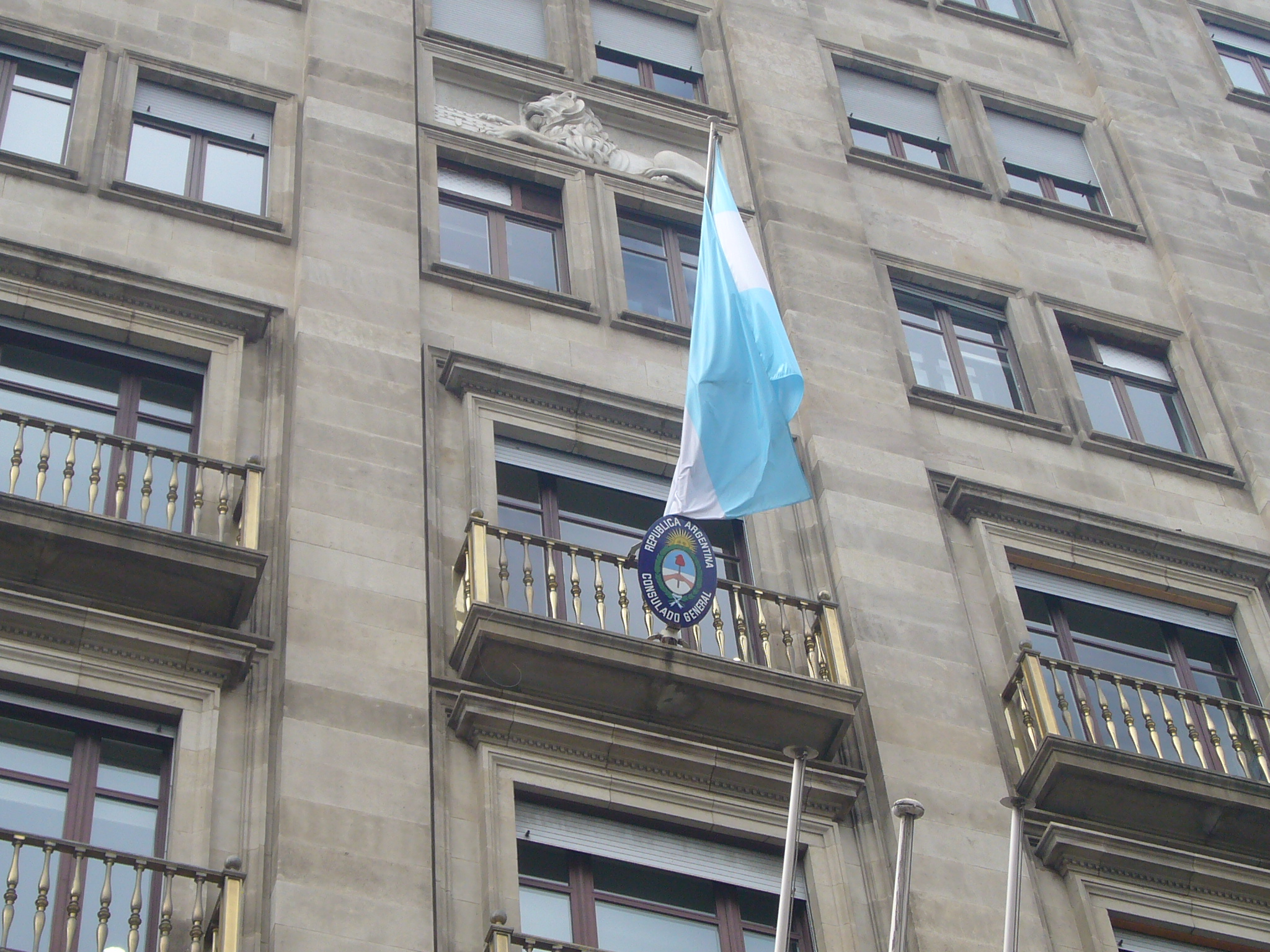
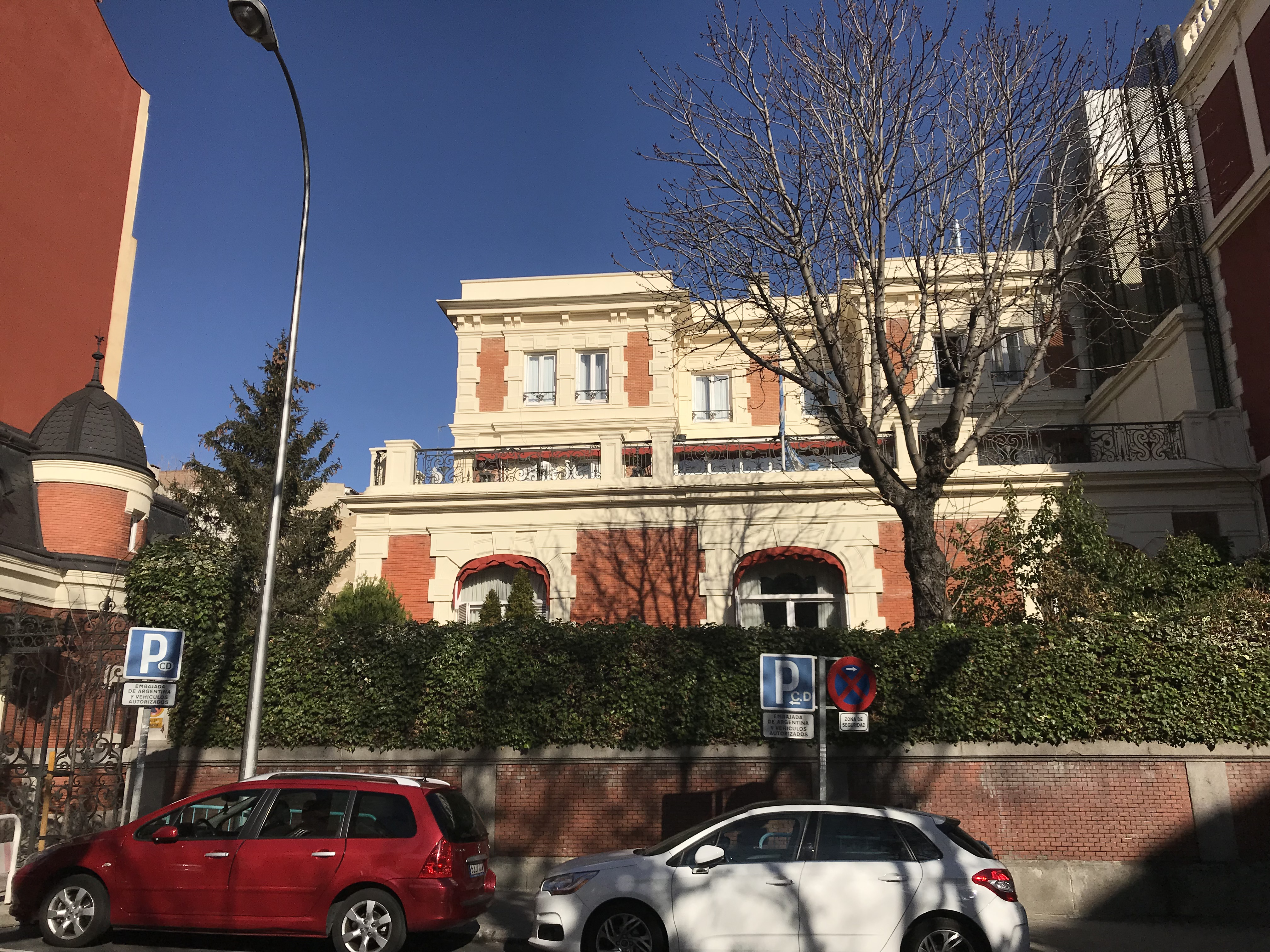
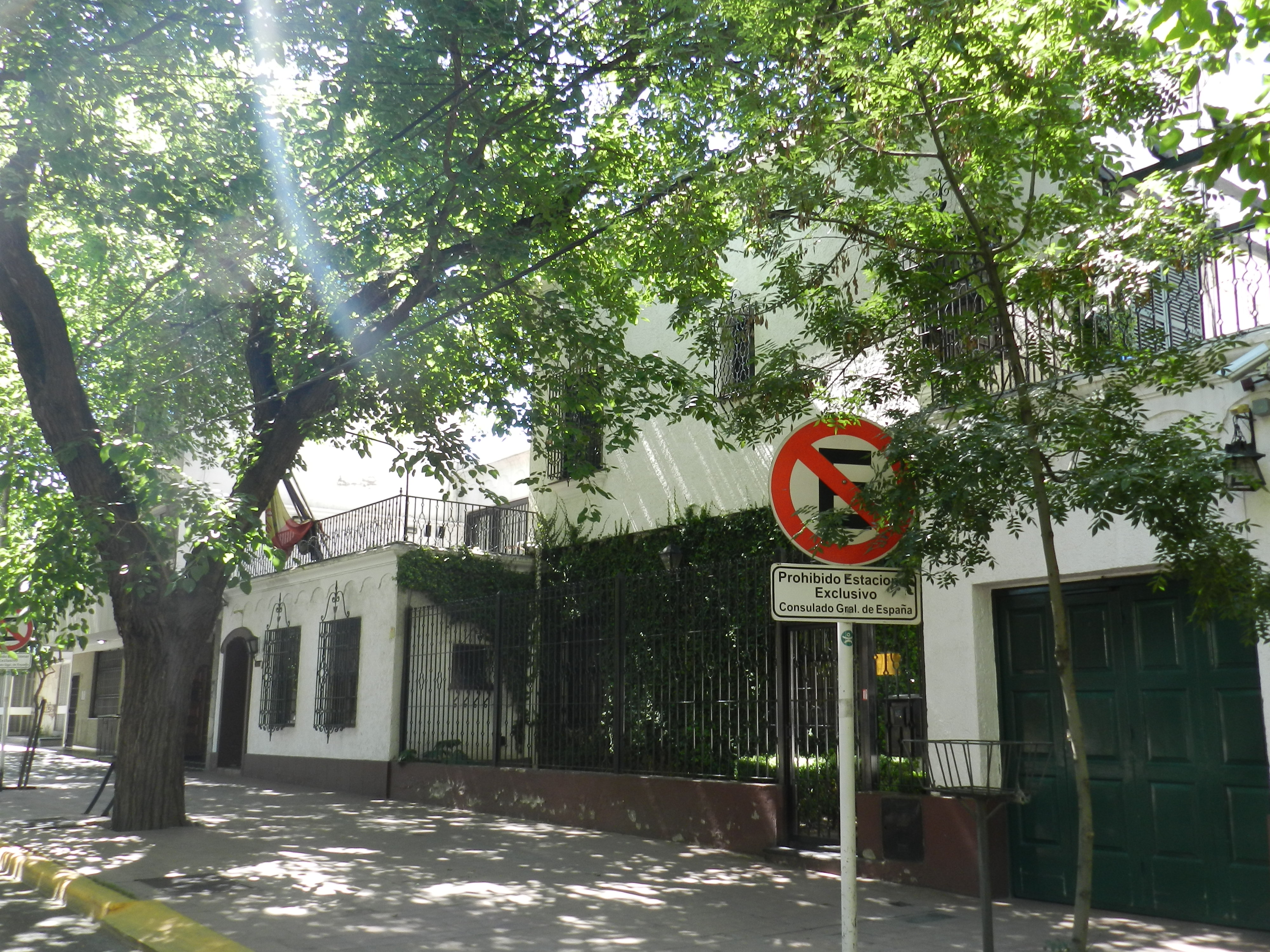
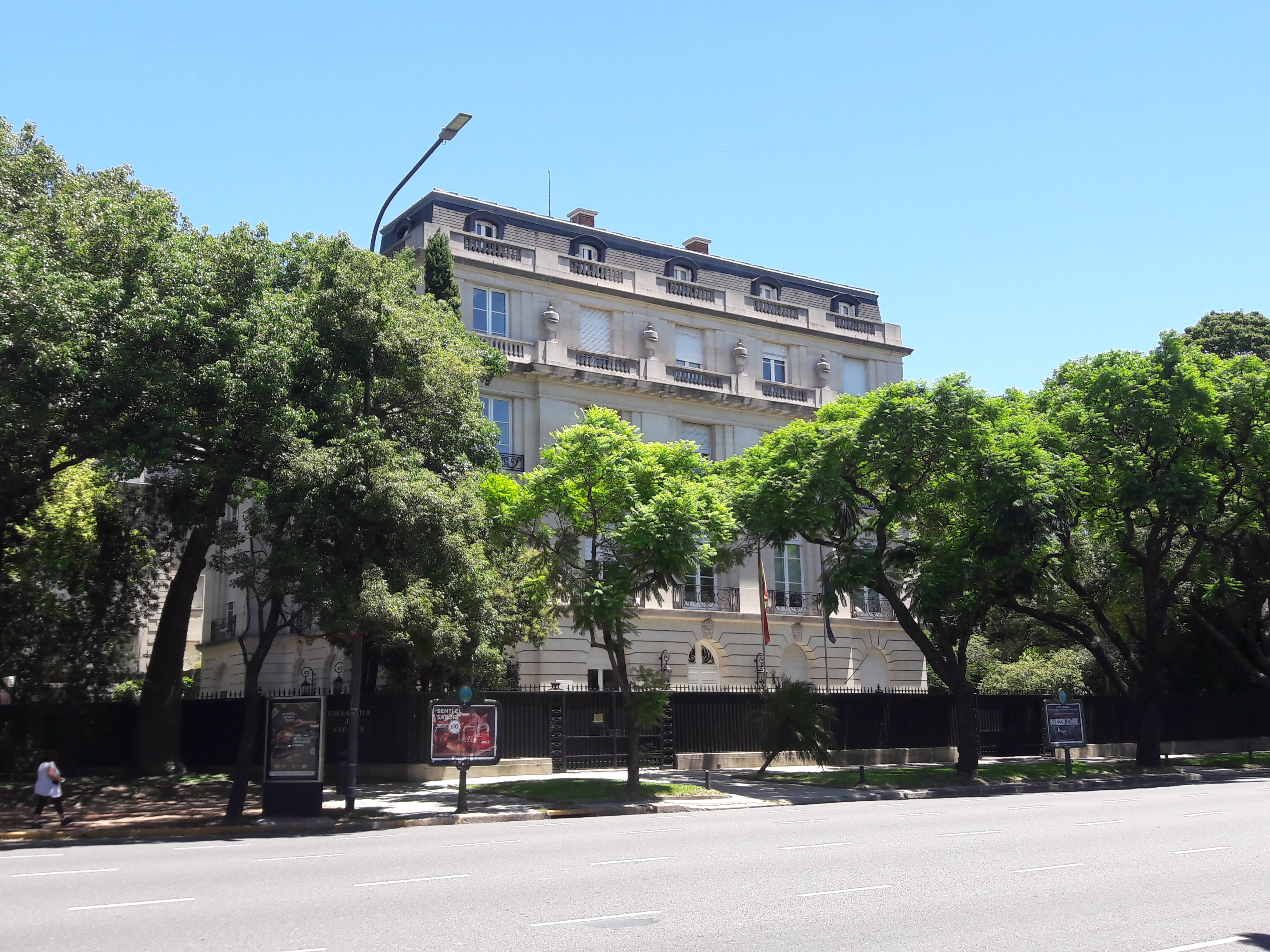
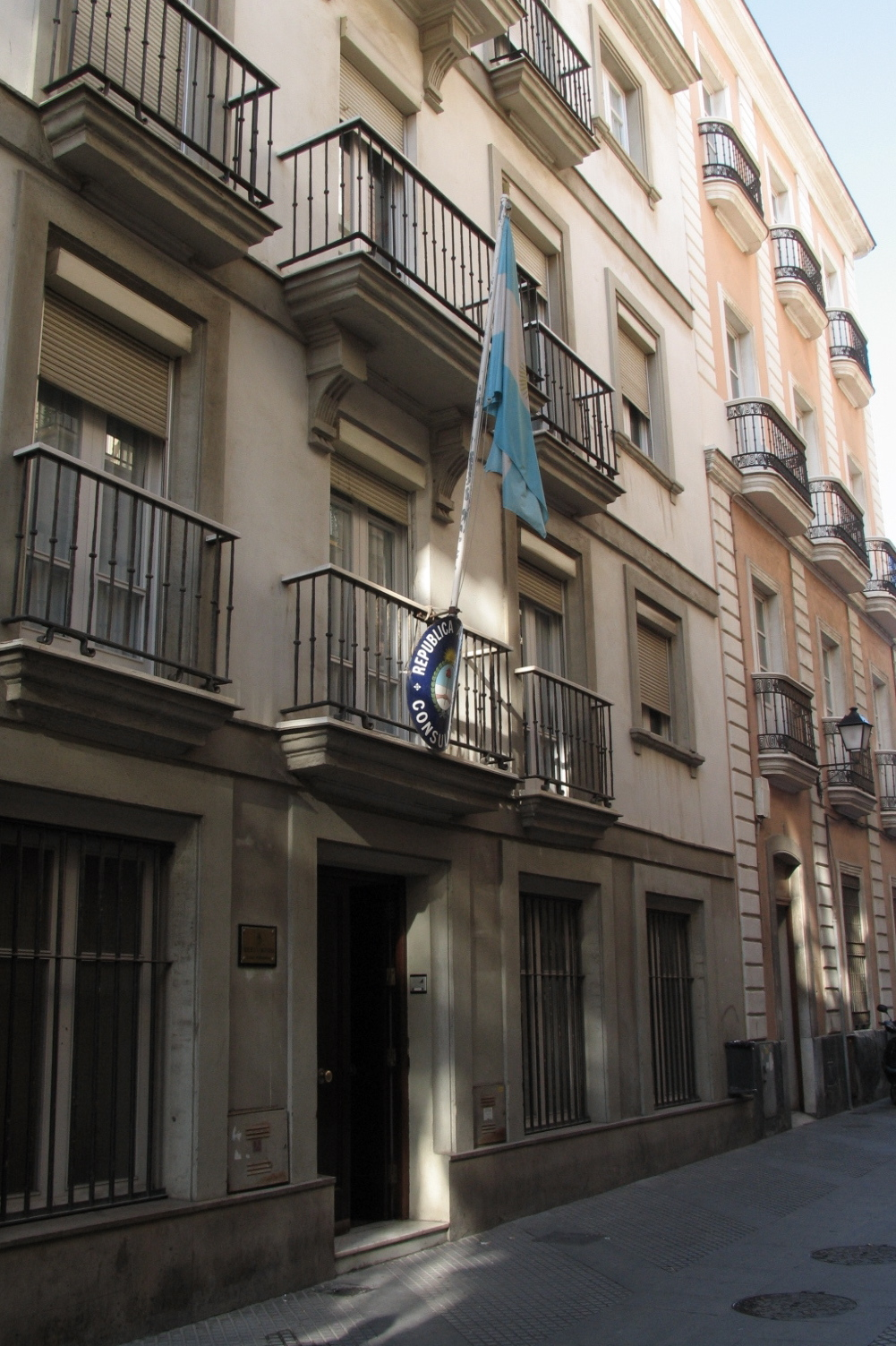

## وصلات خارجية
- موقع وزارة الخارجية الأرجنتينية
- موقع وزارة الخارجية الإسبانية